# Crew Dragon Demo-1
Crew Dragon Demo-1, oficialmente conocido como SpaceX Demo-1, SpaceX DM-1 y Crew Demo-1, fue la primera prueba orbital de la nave espacial Dragon 2. Este primer vuelo espacial fue una misión no tripulada que se lanzó el 2 de marzo de 2019 a las 07:49 UTC, y llegó a la Estación Espacial Internacional el 3 de marzo, poco más de 24 horas después del lanzamiento. La misión terminó después de amerizar de manera exitosa el 8 de marzo de 2019 a las 13:45 UTC.

## Misión

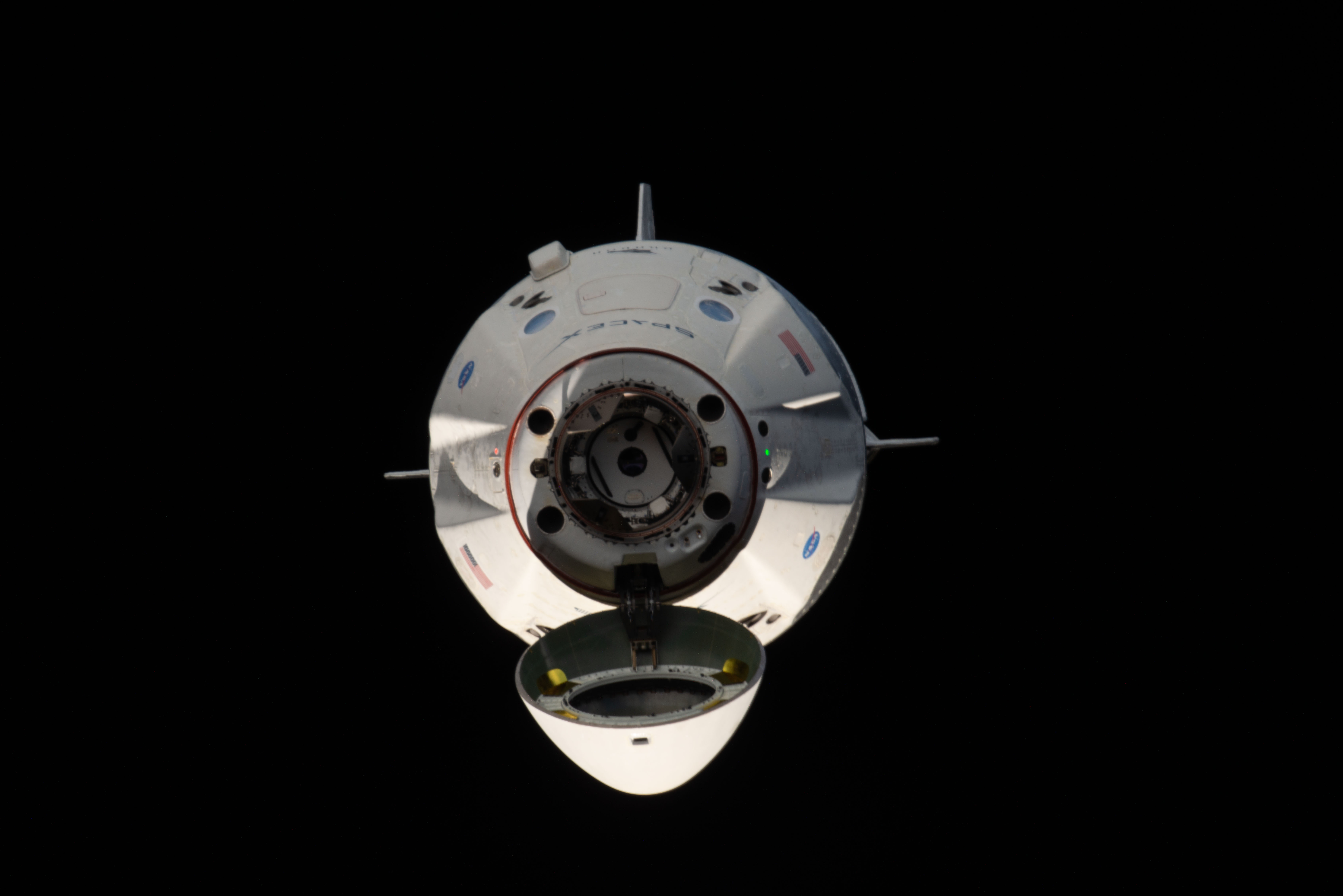
La capsula Dragon 2 iniciando el acoplamiento con la Estación Espacial Internacional

La nave espacial probó la aproximación y los procedimientos automatizados de acoplamiento con la Estación Espacial Internacional (ISS), con el consiguiente desacoplamiento de esta, el proceso de reentrada, amerizaje y recuperación para proporcionar los datos necesarios para calificar a futuro a la nave como apta para vuelos para transportar humanos a la ISS. Los sistemas de soporte vital fueron monitoreados durante todo el vuelo de prueba. La misma cápsula se reutilizaría más tarde para una prueba de aborto en vuelo.
Fue lanzado en un cohete SpaceX Falcon 9 Block 5 contratado por el programa de tripulación comercial de la NASA . Los planes iniciales esperaban ver vuelos CCDev2 ya en 2015. DM1 finalmente se programó para no antes de diciembre de 2016, y luego se retrasó varias veces durante 2017. La primera fecha exacta fue publicada por la NASA en noviembre de 2018 —17 de enero de 2019  pero luego se aplazó hasta febrero. La prueba de encendido estática tuvo lugar el 24 de enero de 2019 y la fecha de lanzamiento sería el 23 de febrero de 2019. A fines de enero, el lanzamiento se retrasó hasta el 2 de marzo de 2019, de acuerdo con una presentación de la FCC por SpaceX para la telemetría, el seguimiento y el comando de la cápsula Dragon 2.
DM-1 aprobó su revisión de preparación de vuelo (Flight Readiness Review) y revisión de preparación de lanzamiento (Launch Readiness Review) el 22 de febrero de 2019 y el 27 de febrero de 2019, respectivamente.
El Falcon 9 con DM-1 llegó a la plataforma LC-39A el 28 de febrero alrededor de las 15:00 UTC y fue posicionado vertical unas horas más tarde. La nave espacial se lanzó el 2 de marzo de 2019 a las 07:49 UTC y se conectó con éxito a la ISS el 3 de marzo de 2019 a las 10:51 UTC.
Se desacopló con éxito de la ISS el 8 de marzo de 2019 a las 7:31 UTC, reentró en la atmósfera de la Tierra y cayó al Océano Atlántico más tarde ese día a las 13:45 UTC. La cápsula se recuperó utilizando la nave de recuperación de SpaceX "Go Searcher" y se devolvió a tierra firme, donde fue examinada, y se analizaron los datos recopilados por los sensores a bordo.

## Carga útil
En lugar de llevar astronautas a la ISS, este vuelo tenía un dispositivo de prueba antropomórfica (ATD) con el traje de vuelo personalizado de SpaceX. El ATD fue llamado Ripley, como un homenaje al personaje de Sigourney Weaver en la franquicia de películas Alien. La cápsula fue cargada de manera similar a las misiones con astronautas a bordo y transportó aproximadamente 180 kg de suministros y equipos, incluido un «indicador de gravedad cero de súper alta tecnología» (un juguete de felpa).  El «indicador de cero g» se dejó a bordo de la ISS después de desacoplar, mientras que Ripley regresó a la Tierra de forma segura el 8 de marzo de 2019. 

## Galería

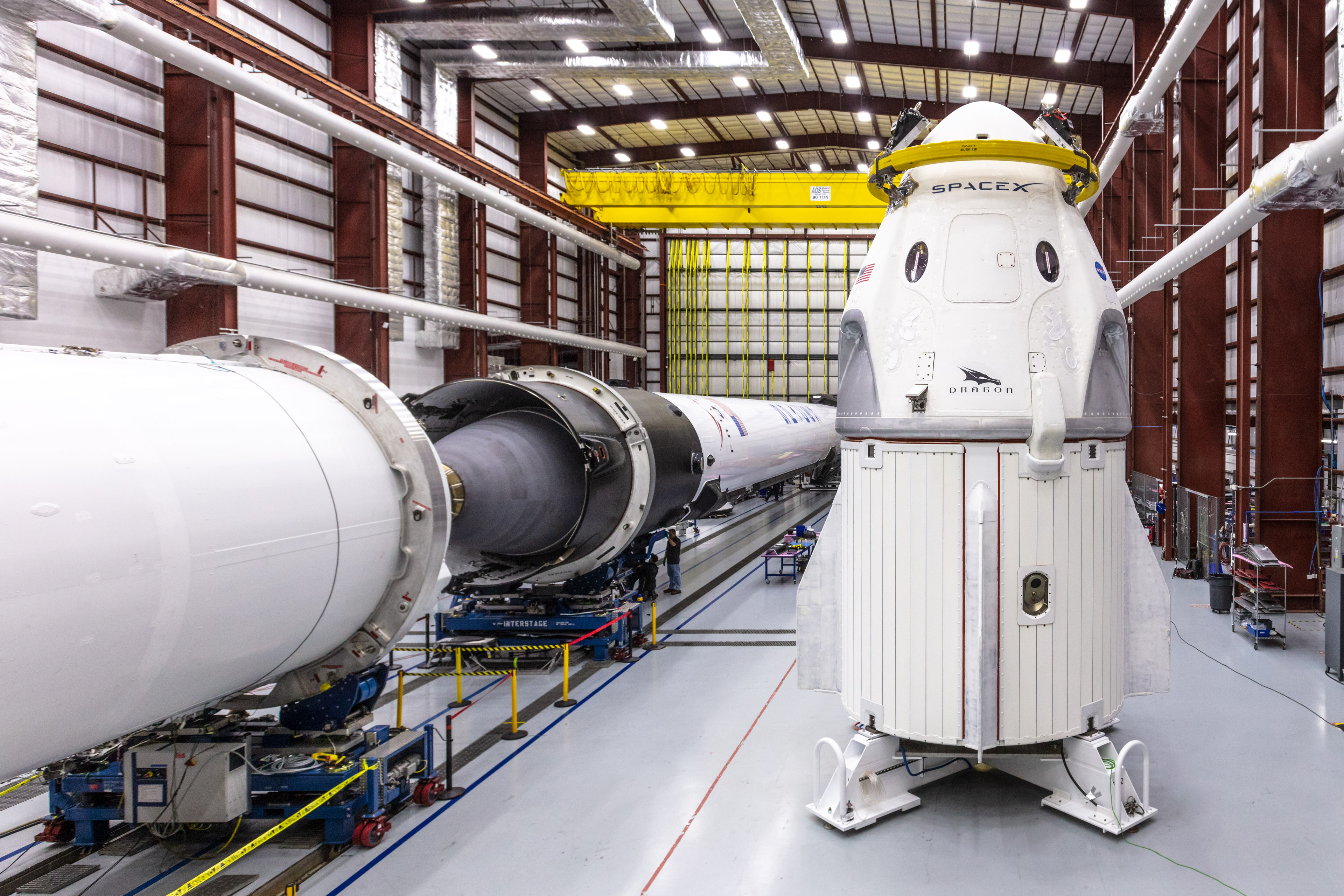
La cápsula Dragon 2 en la instalación de integración horizontal LC-39A de SpaceX.
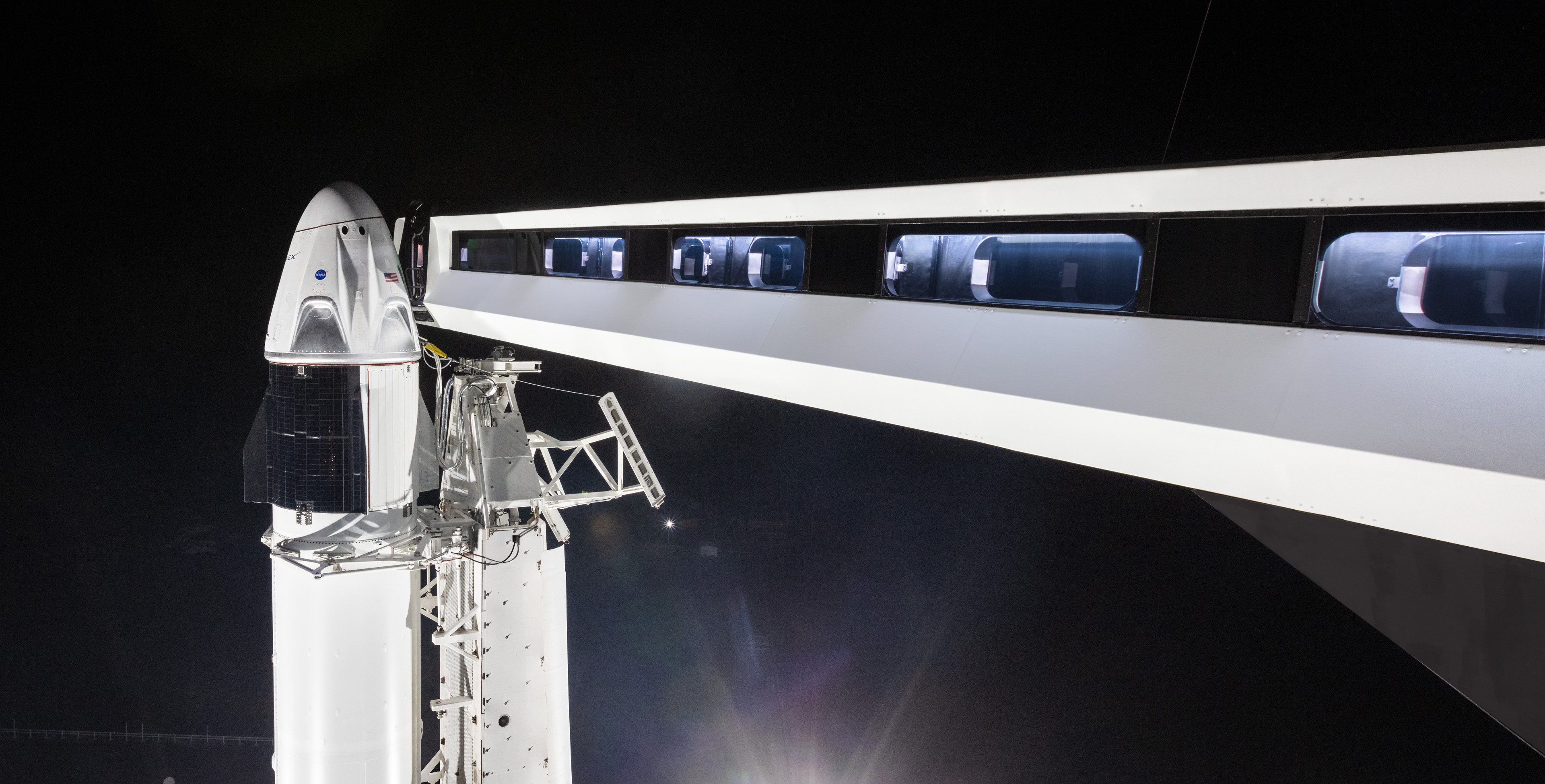
La cápsula Dragon 2 se montó a bordo del Falcon 9, en la plataforma de lanzamiento, con el brazo de acceso de tripulación extendido desde la torre de lanzamiento hasta la cápsula.
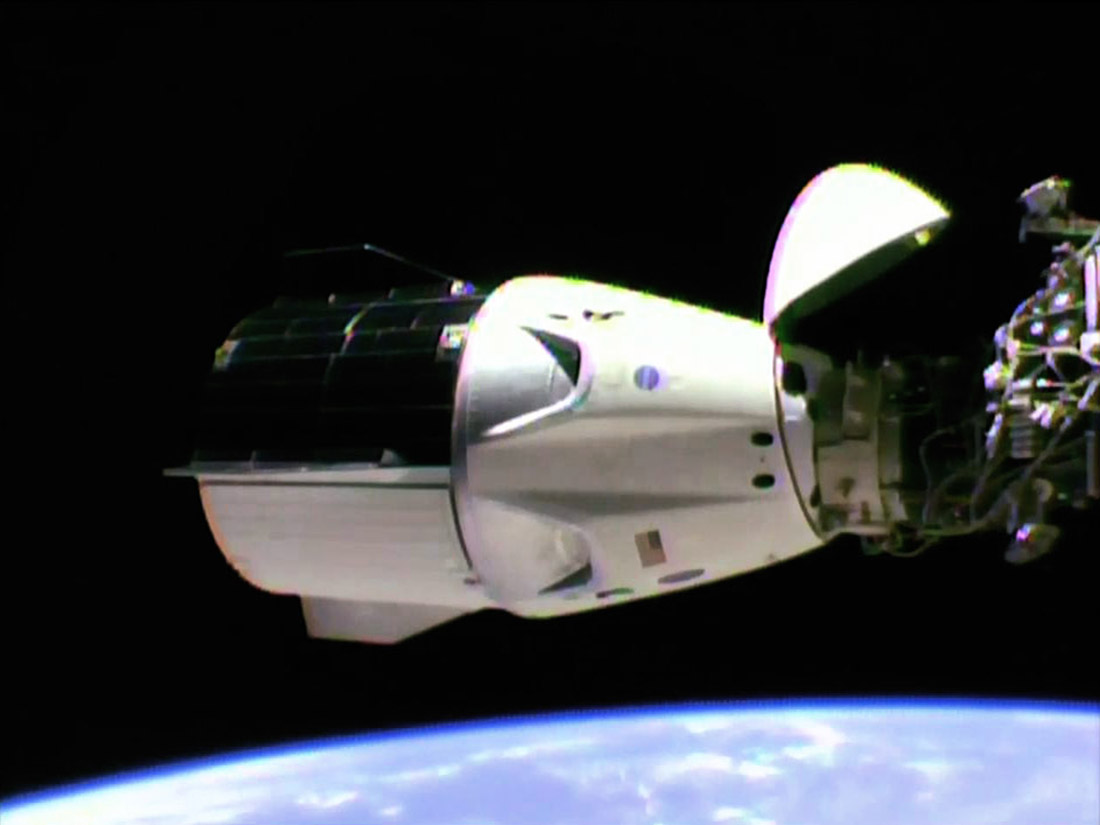
Dragon 2 atracado en la Estación Espacial Internacional.
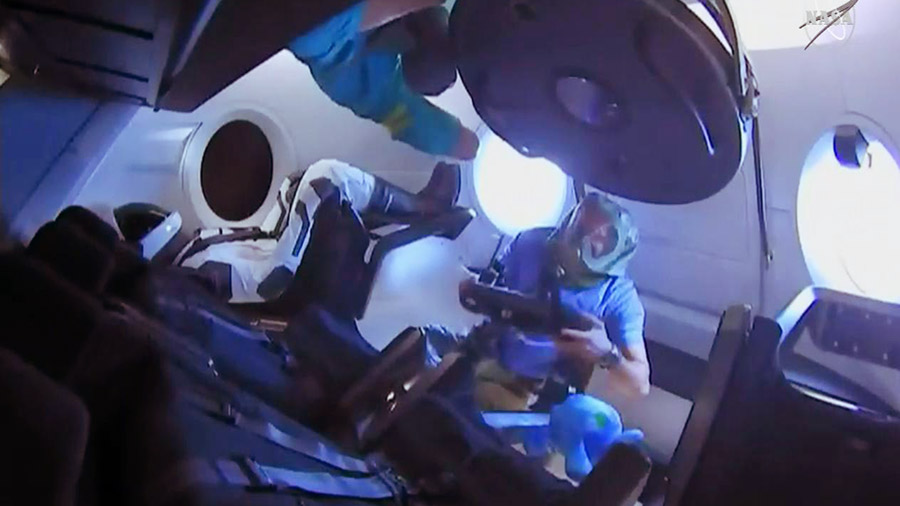
Miembros de la Expedición 58 ingresan al Dragon 2 por primera vez. Están usando equipo de protección para evitar respirar partículas que pueden haberse soltado durante el lanzamiento.
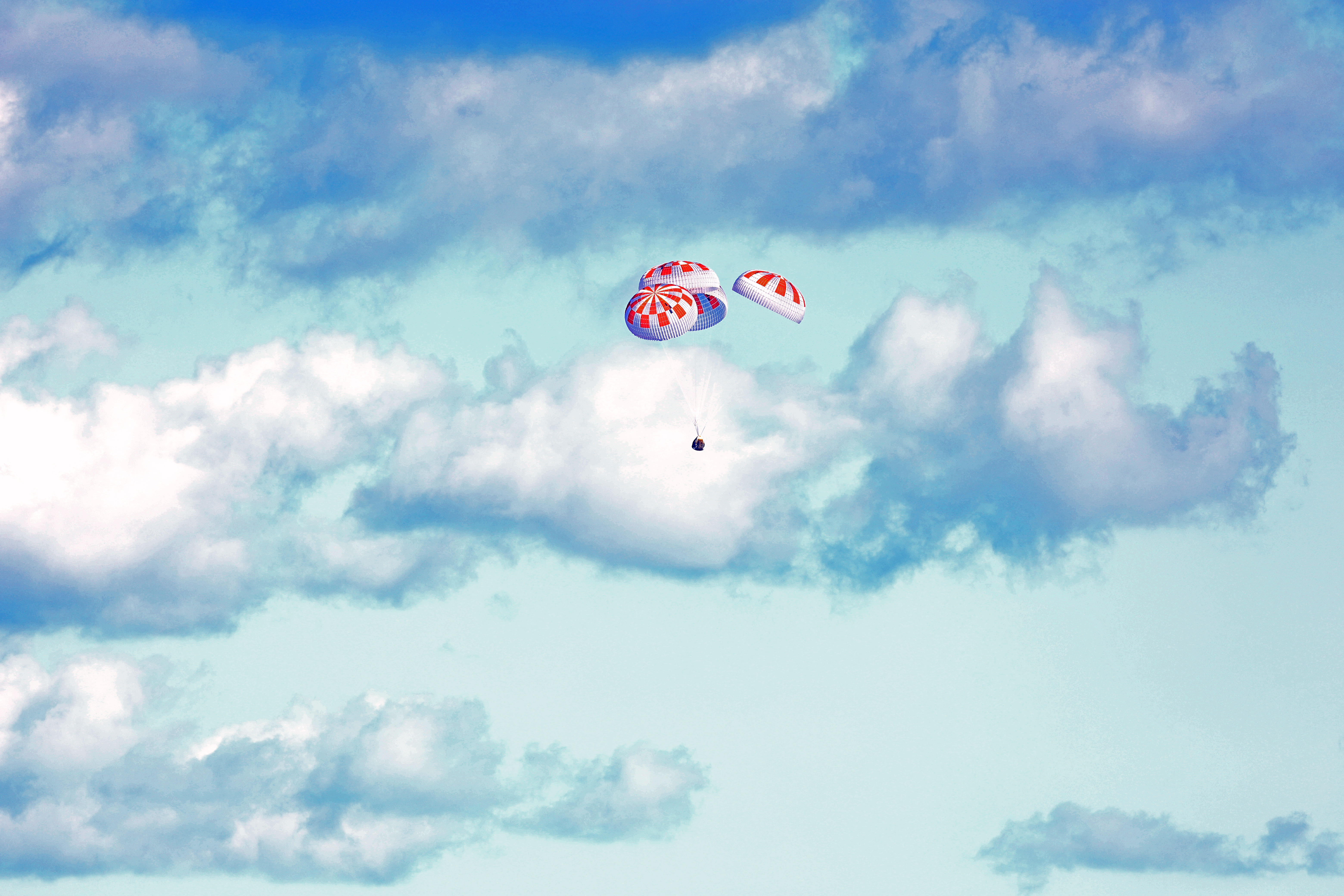
La cápsula Dragon 2 descendiendo hacia el Océano Atlántico.